# 长乐路 (南京)
长乐路，是江苏省南京市的道路，全长1807米，宽28米。

## 历史
明朝为官街，民国时为3-3.5米宽的石片路，1958年冬拓建。
2018年东延建长乐东路。

## 周边
- 南京市长乐路小学[3]